# Carex specifica
Carex specifica är en halvgräsart som beskrevs av Liberty Hyde Bailey. Carex specifica ingår i släktet starrar, och familjen halvgräs. Inga underarter finns listade i Catalogue of Life.